# Naenaria bimaculata
Naenaria bimaculata là một loài tò vò trong họ Ichneumonidae.